# Oeralskaja-lijn
De Oeralskaja-lijn (Russisch: Уральская линия) (lijn 1) is voorlopig de enige lijn van de metro van Jekaterinenburg. De lijn loopt van het industriegebied van Oeralmasj in het noorden naar het centrum van Jekaterinenburg en vandaar nog iets naar het zuiden. Voor de toekomst zijn er plannen om de lijn verder door te trekken naar het zuiden. De lijn heeft momenteel een lengte van 12,8 kilometer en bedient 8 stations. Het eerste deel van de metrolijn werd geopend in 1991 en het laatste station (Botanitsjeskaja) werd geopend in 2011.
| Traject                                  | Openingsdatum    |
| ---------------------------------------- | ---------------- |
| Prospekt Kosmonavtov - Masjinostroitelej | 26 april 1991    |
| Masjinostroitelej - Oeralskaja           | 22 december 1992 |
| Oeralskaja - Plosjtsjad 1905 goda        | 22 december 1994 |
| Plosjtsjad 1905 goda - Geologitsjeskaja  | 30 december 2002 |
| Geologitsjeskaja - Botanitsjeskaja       | 28 november 2011 |